# Throwback (lied)
Throwback is een lied van de Nederlandse rapper Sevn Alias. Het werd in 2021 als single uitgebracht.

## Achtergrond
Throwback is geschreven door Sevaio Mook en Bryan du Chatenier en geproduceerd door Trobi. Het is een nummer dat past in de genres nederhop en trap. In het lied blikt Sevn Alias terug op eerder simpelere leven en reflecteert hij op de dingen die hij gedaan heeft en de druk die hij in zijn huidige leven voelt. De single werd uitgebracht met het lied 8am (freestyle) op de B-kant. 

## Hitnoteringen
De artiest had bescheiden succes met het lied in Nederland. Het stond op de 51e plaats van de Single Top 100 in de enige week dat het in deze hitlijst te vinden was. De Top 40 en haar Tipparade werden niet bereikt. 